# Ministério da Guerra (Reino da Baviera)

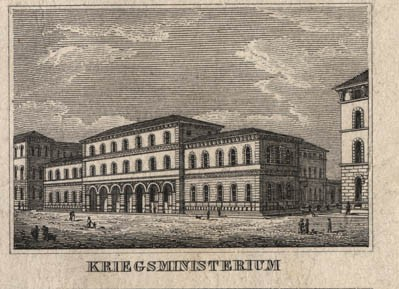
Ministério da Guerra da Baviera, em Munique, 1833

O Ministério da Guerra (em alemão:  Kriegsministerium) foi um ministério para assuntos militares do Reino da Baviera, fundado como Ministerium des Kriegswesens em 1 de outubro de 1808 pelo Rei Maximiliano I José da Baviera. Ele foi localizado na Ludwigstraße em Munique. Hoje, o edifício, que foi construído por Leo von Klenze entre 1824 e 1830, abriga o escritório de registro público da Baviera, Bayerisches Hauptstaatsarchiv und Staatsarchiv München.

## História
O ministério foi o instituição sucessora do Hofkriegsrat ( do Reino da Baviera (corte do conselho de guerra, fundado em 1620) e suas instituições de acompanhamento que eram responsáveis para o serviço militar:
- Oberkriegskollegium (Conselho Superior de Guerra conselho, depois de 1799)
- Kriegsjustizrat und Kriegsökonomierat (Conselho de Justiça de Guerra e Conselho Econômico de Guerra, depois de 1801)
- Geheimes Kriegsbureau (Gabinete Privado de Guerra, após 1804)

O nome do Ministerium des Kriegswesens foi alterado para Staatsministerium der Armee em 1817, e, finalmente, para Kriegsministerium em 1825.
De 1801 a 1817, o Rei Maximiliano I José da Baviera assumiu o comando total do Exército da Baviera. Em 1817, o General von Triva era o verdadeiro chefe do Ministério, mas a administração da justiça e economia dos militares foi parte do Oberadministrativkollegium e o Generallazarettinspektion. Em 1822, Maximiliano I atribuído o General von Wrede como comandante-em-chefe do exército, e o Staatsministerium der Armee também se tornou responsável pela administração da justiça e economia. Depois de 1829, as tarefas e as responsabilidades do comando supremo do exército (Oberkommando, existente a partir de 1822 a 1829) foram transferidos para o Ministro da Guerra, de modo que ele foi além disso comandante-em-chefe do exército. Depois de adquirir o comando do exército da Baviera, o ministro da guerra tinha muito mais responsabilidades do que seus análogos de outros países, como o Ministro Prussiano da Guerra. Após o colapso do reino da Baviera, em 1918, o Kriegsministerium foi substituído pelo Ministerium für militärische Angelegenheiten (ministério de assuntos militares).
Devido à Constituição de Weimar, a partir1919 a partir da Baviera Ministério dos Transportes e o Ministério para Assuntos Militares ambos desfeitos. O antigo arquivo do ministério, que foi fundado em 1885, tornou-se uma seção do Bayerisches Hauptstaatsarchiv und Staatsarchiv München. As tropas militares da Baviera foram subordinadas a Reichswehr, que estava sob o comando do Reichspräsident. Portanto, o Ministério da Guerra, foi substituído pelo Reichswehrbefehlsstelle Bayern (Escritório do Comando do Reichswehr na Baviera), até setembro de 1919.

## Ministros
| Nome | Começo do mandato      | Término do mandato        | Observações |
| --- | ---------------------- | ------------------------- | --- |
| GdA Johann Nepomuk Graf von Triva (1755–1827)                                                                 | 27 de Março de 1808    | 30 de Setembro de 1822    | até 1814: Minister-Staatssekretär im Kriegswesen (Ministro Secretário de Estado da Guerra) 1814 a1817: Dirigierender Minister des Kriegswesens (Dirigindo o Ministério da Guerra) a partir de 1817: Staatsminister der Armee (Ministro de Estado do Exército) |
| GL Nikolaus Graf von Maillot de la Treille (1774–1834)                                                        | 30 de Setembro de 1822 | 31 de Janeiro de 1829     | até 1826: Staatsminister der Armee a partir de 1826: Kriegsminister (Ministro da Guerra) |
| GL Georg von Weinrich (1768–1836)                                                                             | 31 de Janeiro de 1829  | 12 de Dezembro de 1836    | |
| GL Franz Xaver Frhr. von Hertling (1780–1844)                                                                 | 12 de Dezembro de 1836 | 1 de Novembro de 1838     | |
| GM Albrecht Besserer Frhr. von Thalfingen (1787–1839)                                                         | 1 de Novembro de 1838  | 28 de January de 1839     | (atuante) |
| GL Friedrich Frhr. von Hertling (1781–1850)                                                                   | 28 de January de 1839  | 9 de June de 1839         | (atuante) |
| GM Anton Frhr. von Gumppenberg (1787–1855)                                                                    | 9 de June de 1839      | 1 de Maço de 1847         | |
| GM Leonhard Frhr. von Hohenhausen (1788–1872)                                                                 | 1 de Março de 1847     | 1 de Fevereiro de 1848    | (atuante) |
| GL Heinrich von der Mark (1782–1865)                                                                          | 1 Fevereiro de 1848    | 5 de Abril de 1848        | (atuante) |
| GM Karl von Weishaupt (1787–1853)                                                                             | 5 Abril de 1848        | 21 de Novembro de 1848    | |
| GL Wilhelm von Le Suire (1787–1852)                                                                           | 21 de Novembro de 1848 | 29 de Março de 1849       | |
| GM Ludwig von Lüder (1795–1862)                                                                               | 29 de. Maio de 1849    | 25 de Março 1855          | |
| GL Wilhelm Ritter von Manz (1804–1867)                                                                        | 25 de Março de 1855    | 13 de Abril de 1859       | |
| GM Ludwig von Lüder                                                                                           | 13 de Abril de 1859    | 12 de Junho de 1861       | Segundo mandato |
| GM Moritz Ritter von Spies (1805–1862)                                                                        | 12 de Junho de 1861    | 10 de Outubro 1862        | |
| GL Hugo Ritter von Bosch (1782–1865)                                                                          | 11 de Dezembro de 1861 | 20 de Janeiro de 1862     | (atuando par Ritter von Spies) |
| GL Bernhard von Heß (1792–1869)                                                                               | 20 de Janeiro de 1862  | 16 de Junho de 1862       | (atuando para Ritter von Spies) |
| GM Moritz von Spies                                                                                           | 16 de June de 1862     | 10 de Outubro de 1862 (†) | |
| GL Bernhard von Heß                                                                                           | 10 de Outubro de 1862  | 1 de Março de 1863        | (atuando após a morte de Ritter von Spies) |
| GM Karl Friedrich von Liel (1799–1863)                                                                        | 1 de Março de 1863     | 7 de Março de 1863 (†)    | |
| GL Hugo Ritter von Bosch                                                                                      | 11 de Julho de 1863    | 26 de Julho de 1863       | (atuando, 2ª vez) |
| GL Bernhard von Heß                                                                                           | 26 de Julho de 1863    | 15 de Agosto de 1863      | (atuando, 3ª vez) |
| GM Eduard Ritter von Lutz (1810–1893)                                                                         | 15 de Agosto de 1863   | 1 de Agosto de 1866       | |
| n/a Eduard Ritter von Rotberg (1799–1884)                                                                     | 1866                   | 1866                      | (atuando) |
| GM Siegmund Freiherr von Pranckh (1821–1888)                                                                  | 1 de Agosto de 1866    | 4 de Abril de 1875        | |
| GdI Joseph Maximilian Ritter von Maillinger (1820–1901)                                                       | 4 de Abril de 1875     | 1 de Maio de 1885         | |
| GdI Adolf Ritter von Heinleth (1823–1895)                                                                     | 1 Maio de 1885         | 6 de Maio de 1890         | |
| GdI Benignus Ritter von Safferling (1825–1895)                                                                | 6 de Maio de 1890      | 5 de Junho de 1893        | |
| GL Adolph Freiherr von Asch zu Asch auf Oberndorff (1839–1906)                                                | 5 de Junho de 1893     | 4 de Abril de 1905        | |
| GO Carl Graf von Horn (1847–1923)                                                                             | 4 de Abril de 1905     | 16 de Fevereiro de 1912   | |
| GO Otto Freiherr Kreß von Kressenstein (1850–1929)                                                            | 16 de Fevereiro 1912   | 7 de Dezembro de 1916     | |
| GL Maximilian Freiherr von Speidel (1856–1943)                                                                | 1916                   | 1916                      | (atuante) |
| General der Kavallerie Philipp von Hellingrath (1862–1939)                                                    | 11 de Dezembro de 1916 | 8 de Novembro de 1918     | |
| Minister für militärische Angelegenheiten (Ministros de Assuntos Militares) da Baviera após a revolução alemã |                        |                           | |
| Albert Roßhaupter (1878–1949)                                                                                 | 8 de Novembro de 1918  | 21 de Fevereiro de 1919   | Politico do MSPD |
| Richard Scheid (1876–1962)                                                                                    | 1 de Março de 1919     | 17 de Março de 1919       | Político do USPD |
| Ernst Schneppenhorst (1881–1945)                                                                              | 18 de Março de 1919    | 22 de Agosto de 1919      | Político do MSPD |